# مباندا
مباندا  هي مدينة تنزانية في إقليم كاتافي. وهي المركز الإداري لإقليم كاتافي ولاية ماندا وهي نفسها واحدة من أربع ولايات الإقليم.
رقم الرمز البريدي هو 50100.
مباندا هي "بلدة حدودية" في أقصى غرب تنزانيا، تبعد حوالي 500 كم شمال مبيا و380 كم جنوب غرب تابورا. وهي المقر الإداري لإقليم كاتافي، (التي تم إنشاؤها بواسطة التقسيم الفرعي لإقليم روكوا في عام 2012)، ولولاية مباندا. وهي مركز مهم في الاقتصاد الريفي، وخاصة لتسويق وشحن الأرز والذرة. يحظى إقليم كاتافي باهتمام متزايد من المنقبين عن المعادن، وخاصة الذهب. إنها أيضًا نقطة انطلاق لزيارة متنزه كاتافي الوطني، حيث يبعد مقره 35 فقط كم إلى الجنوب في سيتاليكي. يحتوي المنتزه على مسار عرضي جيد للحياة البرية في شرق إفريقيا، ولكن ربما يشتهر بسكانها من فرسان النهر.
حتى الآن، تظل جميع الطرق المؤدية إلى مباندا (من سومباوانغا أو تابورا أو كيغوما) غير مسيكة وقد تصبح غير سالكة لفترات قصيرة في ذروة موسم الأمطار (خاصة فبراير-مارس). تنفذ الحكومة التنزانية مشروعًا لمسك جزء كبير من الطريق شمال سومباوانغا. تقوم سومري بتشغيل خدمتي حافلات يومية إلى سومباوانغا (240 كم 5 ساعات)، أحد أولئك الذين يذهبون إلى مبيا. تعمل عدة خطوط حافلات إلى تابورا (380 كم، 9 ساعات). تشمل الخدمات المحلية حافلات صغيرة إلى سيتاليك، وخدمات حافلات يومية إلى أوسيفيا وقرى صيد الأسماك في كاريما وإيكولا على بحيرة تنجانيقا. مباندا هي نقطة النهاية لخط سكة حديد مع خدمات نقل الركاب من تابورا (حوالي 12-15 ساعة). في عام 2012، أكملت الحكومة ترقية مطار مباندا بمدرج مسيك طوله 2 كيلومتر وبه انطلقت الخدمة الجوية التجارية.
أصبحت مباندا مركزًا لأبرشية كاثوليكية جديدة في أكتوبر 2000 وتضم كاتدرائية مع نوافذ مصورة. تعد المدينة أيضًا مركزًا لأبرشية بحيرة روكوا الأنجليكانية التي تم إنشاؤها في يونيو 2010. توجد كنيسة مورافية وتقدم اللوثرية والكنيسة الأفريقية الداخلية وجمعيات الله في تنزانيا خدمات مسيحية أخرى. يوجد العديد من المساجد المنتشرة في المناطق الحضرية خدم المسلمون.

## النقل

### مطار
يمكن الوصول إلى المدينة عن طريق الرحلات الجوية التي تديرها شركة أوريك إير

## أنظر أيضا
- محطات السكك الحديدية في تنزانيا